# Вітово (Куявсько-Поморське воєводство)
Вітово (пол. Witowo) — село в Польщі, у гміні Битонь Радзейовського повіту Куявсько-Поморського воєводства.
Населення — 305 осіб (2011).
У 1975-1998 роках село належало до Влоцлавського воєводства.

## Демографія
Демографічна структура станом на 31 березня 2011 року:
|          | Загалом | Допрацездатний вік | Працездатний вік | Постпрацездатний вік |
| -------- | ------- | ------------------ | ---------------- | -------------------- |
| Чоловіки | 146     | 25                 | 104              | 17                   |
| Жінки    | 159     | 30                 | 87               | 42                   |
| Разом    | 305     | 55                 | 191              | 59                   |